# Charolais (fromage)
Pour les articles homonymes, voir Charolais.
Charolais est une appellation d'origine française désignant un fromage au lait cru de chèvre, à pâte molle à croûte naturelle. Originaire des collines du Charolais et du Brionnais, en Bourgogne, ce fromage est aujourd'hui produit dans certaines communes de Saône-et-Loire majoritairement, mais aussi dans l'Allier, la Loire et le Rhône. 
Cette appellation est protégée en France depuis 2010 par une appellation d'origine contrôlée (AOC) et depuis juin 2014 par une appellation d'origine protégée (AOP).
Sa meilleure période de consommation s'étend d'avril à novembre.

## Histoire
L'élevage de chèvres dans la région charolaise débute dès le XVIe siècle, avec rapidement la naissance du fromage charolais. Peu à peu l'élevage caprin s'impose comme un complément à l'élevage bovin, participant à l'entretien des haies et bocages et les fromages prennent une part importante dans l'alimentation paysanne, et apporte un revenu supplémentaire.
Aujourd'hui, l'élevage caprin représente une activité à part entière dans les fermes de la région, et la transformation fromagère à la ferme et la vente directe sont un maillon important de l'agriculture locale.
Par décret paru au Journal officiel du samedi 23 janvier 2010 l'appellation fromagère charolais devient la 46e appellation fromagère française à bénéficier d'une protection. L'utilisation commerciale de l'appellation charolais ne peut se faire que dans le respect du cahier des charges qui est attaché à cette appellation.

## Le territoire de l'appellation
La production est essentiellement fermière, il existe également un affineur et une laiterie qui achète et collecte le lait cru réfrigéré des agriculteurs. La zone enregistrée dans le cahier des charges attaché à l'AOC dépasse le terroir originel du pays charolais et s'étend, dans un rayon d'environ 60 km autour de Charolles, en Saône-et-Loire majoritairement (219 communes) mais déborde aussi sur les départements de la Loire (31 communes), du Rhône (21 communes) et de l'Allier (16 communes). La surface totale de cette appellation est de 388 099 ha (répartis sur 289 communes), pour 267 533 ha de prairies permanentes, ce qui représente plus des ¾ de la surface agricole utile (SAU).

## La production du lait et la transformation du fromage

### Système d'élevage
Le nombre de chèvres ne peut dépasser 10 par hectare ce qui représente un chargement maximal de 1,5 unité gros bétail (UGB).  Le fourrage est issu en totalité de l’aire géographique de l’appellation. Durant 150 jours par an au minimum les animaux doivent consommer de l'herbe fraîche pâturée ou distribuée à l'auge, complétée de foin et de céréales non OGM. L’ensilage et l’enrubannage sont interdits.

### Fabrication
Le fromage charolais est fabriqué au lait cru et entier de chèvre. Il est moulé à la louche dans des faisselles de grande taille avant d'être salé et manuellement retourné deux fois par jour. Il est démoulé après trois jours puis affiné sur claie au minimum 16 jours, et jusqu'à plusieurs mois.
Sa croûte évolue du beige/ivoire à l’état jeune vers le bleuté en fleurissant. Des taches bleues, principalement de pénicillium, peuvent apparaître en cours d’affinage.

### Caractéristiques
C'est l'un des plus gros fromages de chèvre fabriqués avec du lait de chèvre cru entier, à pâte molle à croûte naturelle.
À l'issue d’un délai minimal d'affinage de 16 jours, son poids est compris entre 250 et 310 grammes pour un diamètre à mi-hauteur compris entre 60 et 70 mm et une hauteur comprise entre 70 et 85 mm.
Sa période de consommation idéale s'étend de mai à août après un affinage de 2 à 4 semaines, mais il est aussi consommable de mars à décembre.